# Эзмералдас
Эзмералдас (порт. Esmeraldas)  —  муниципалитет в Бразилии, входит в штат Минас-Жерайс. Составная часть мезорегиона Агломерация Белу-Оризонти. Входит в экономико-статистический  микрорегион Белу-Оризонти. Население составляет 63 936 человек на 2006 год. Занимает площадь 909,592 км². Плотность населения — 70,3 чел./км².

## История
Город основан 16 сентября 1901 года. 

## Статистика
- Валовой внутренний продукт на 2003 год составляет 164 503 240,00 реалов (данные: Бразильский институт географии и статистики).
- Валовой внутренний продукт на душу населения на 2003 год составляет 2926,58 реалов (данные: Бразильский институт географии и статистики).
- Индекс развития человеческого потенциала на 2000 год составляет 0,748 (данные: Программа развития ООН).